# Важка атлетика на літніх Олімпійських іграх 2012
Змагання з важкої атлетики на літніх Олімпійських іграх 2012 проходили з 28 липня по 8 серпня. Було розіграно 15 комплектів нагород. Під час змагань було встановлено 8 світових рекордів.

## Медалі
| Місце   | Країна            | Золото | Срібло | Бронза | Загалом |
| ------- | ----------------- | ------ | ------ | ------ | ------- |
| 1       | Китай             | 5      | 2      | 0      | 7       |
| 2       | Казахстан         | 4      | 0      | 0      | 4       |
| 3       | КНДР              | 3      | 0      | 1      | 4       |
| 4       | Іран              | 1      | 2      | 1      | 4       |
| 5       | Польща            | 1      | 0      | 1      | 2       |
| 5       | Україна           | 1      | 0      | 1      | 2       |
| 7       | Росія             | 0      | 5      | 1      | 6       |
| 8       | Індонезія         | 0      | 1      | 1      | 2       |
| 8       | Румунія           | 0      | 1      | 1      | 2       |
| 10      | Китайський Тайбей | 0      | 1      | 0      | 1       |
| 10      | Колумбія          | 0      | 1      | 0      | 1       |
| 10      | Японія            | 0      | 1      | 0      | 1       |
| 10      | Тайланд           | 0      | 1      | 0      | 1       |
| 14      | Білорусь          | 0      | 0      | 2      | 2       |
| 14      | Молдова           | 0      | 0      | 2      | 2       |
| 16      | Азербайджан       | 0      | 0      | 1      | 1       |
| 16      | Канада            | 0      | 0      | 1      | 1       |
| 16      | Куба              | 0      | 0      | 1      | 1       |
| 16      | Вірменія          | 0      | 0      | 1      | 1       |
| Загалом | Загалом           | 15     | 15     | 15     | 45      |

### Медалісти
Чоловіки
| Подія                   | Золото                  | Срібло                   | Бронза                 |
| ----------------------- | ----------------------- | ------------------------ | ---------------------- |
| До 56 кг докладніше     | Ом Юн Чхоль (PRK)       | У Цзінбяо (CHN)          | Валентин Христов (AZE) |
| До 62 кг докладніше     | Кім Ин Гук (PRK)        | Оскар Фігероа (COL)      | Еко Юлі Іраван (INA)   |
| До 69 кг докладніше     | Лінь Цінфен (CHN)       | Тріятно (INA)            | Резван Мартін (ROU)    |
| До 77 кг докладніше     | Люй Сяоцзюнь (CHN)      | Лу Хаоцзє (CHN)          | Іван Камбар (CUB)      |
| До 85 кг докладніше     | Адріан Зелінський (POL) | Апті Аухадов (RUS)       | К'януш Ростамі (IRI)   |
| До 94 кг докладніше     | Ілля Ільїн (KAZ)        | Олександр Іванов (RUS)   | Анатолій Кирику (MDA)  |
| До 105 кг докладніше    | Олексій Торохтій (UKR)  | Наваб Нассіршалал (IRI)  | Бартломей Бонк (POL)   |
| Понад 105 кг докладніше | Бегдад Салімі (IRI)     | Сажжад Ануширавані (IRI) | Руслан Албегов (RUS)   |

Жінки
| Подія                  | Золото                    | Срібло                   | Бронза                   |
| ---------------------- | ------------------------- | ------------------------ | ------------------------ |
| До 48 кг докладніше    | Ван Мінцзюань (CHN)       | Хіромі Міяке (JPN)       | Лян Чхун Хва (PRK)       |
| До 53 кг докладніше    | Зульфія Чиншанло (KAZ)    | Сюй Шуцзін (TPE)         | Крістіна Йову (MDA)      |
| До 58 кг докладніше    | Лі Сюеїн (CHN)            | Пімсірі Сірікаев (THA)   | Юлія Каліна (UKR)        |
| До 63 кг докладніше    | Майя Манеза (KAZ)         | Світлана Царукаєва (RUS) | Крістін Жирар (CAN)      |
| До 69 кг докладніше    | Лім Джон Сім (PRK)        | Роксана Кокош (ROU)      | Марина Шкерманкова (BLR) |
| До 75 кг докладніше    | Світлана Подобєдова (KAZ) | Наталія Заболотна (RUS)  | Ірина Кулеша (BLR)       |
| Понад 75 кг докладніше | Чжоу Лулу (CHN)           | Тетяна Каширіна (RUS)    | Ріпсіме Хуршудян (ARM)   |

## Спортивні об'єкти
| Виставковий центр Лондона   |
| --------------------------- |
| Вигляд зовні                |
| Місткість:між 6000 і 10 000 |